# Min søsters børn (film fra 2001)
 For alternative betydninger, se Min søsters børn (flertydig). (Se også artikler, som begynder med Min søsters børn)
Min søsters børn er en dansk film fra 2001, instrueret af Tomas Villum Jensen efter et manuskript af Michael Asmussen og Søren Frellesen. Musikken er lavet af Jesper Winge Leisner, mens sangen "En dejlig morgen" er fra Danser med Drenge.

## Handling
Den anerkendte børnepsykolog Erik Lund, forfatter til bogen 'Barnlige børns bedrifter', får lejlighed til at prøve teorierne af i praksis, da han skal passe søsterens fem særdeles livlige børn i alderen tre til seksten. Børnene vil bl.a. benytte lejligheden til at få sat familiens hus i stand, så det ikke behøver at blive solgt.

## Medvirkende
- Peter Gantzler – Onkel Erik
- Wencke Barfoed – Mor
- Niels Olsen – Far
- Lotte Merete Andersen – Fru Flinth
- Asger Reher – Hr. Børgesen
- Lene Maria Christensen
- Laura Christensen
- Joachim Knop
- Jeppe Kaas
- Birthe Neumann – Ejendomsmægler
- Benedikte Maria Hedegård Mouritsen – Pusle
- Michael Meyerheim – Sig selv
- Fritz Bjerre Donatzsky-Hansen – Blop
- Neel Rønholt – Amalie
- Lasse Baunkilde – Frederik
- Stefan Pagels Andersen – Jan
- Mikkel Sundø – Michael
- Bubber − Sig selv

## Produktion

### Casting
Den 3. januar 2001 blev det offentliggjort, at Peter Gantzler skulle være med i filmen.

## Fortsættelse
Filmen fik to opfølgere, Min søsters børn i sneen fra 2002 og Min søsters børn i Ægypten fra 2004.